# Обляков, Иван Сергеевич
Ива́н Серге́евич Обляко́в (род. 5 июля 1998, Вындин Остров, Ленинградская область) — российский футболист, полузащитник московского ЦСКА и сборной России.

## Карьера

### Клубная
С детства занимался в любительской футбольной команде «Фортуна», основанной в Вындином Острове отцом. Воспитанник петербургской СДЮСШОР «Зенит», где стал заниматься в девять лет, тренер — Виктор Всеволодович Виноградов. Обратил на себя внимание после участия в 2016 году на Мемориале Гранаткина за сборную Санкт-Петербурга, где оформил три дубля и стал лучшим игроком турнира. Имел предложения от ЦСКА и «Локомотива», но предпочёл дожидаться предложения от «Зенита». Тренировался с петербургским «Динамо», был на сборах в составе второй и молодёжной команд «Зенита». По словам возглавлявшего «Зенит-2» Владислава Радимова, Обляков участвовал в Кубке ФНЛ 2016, но на самом деле он провёл два матча в запасе. 28 июня 2016 года подписал контракт с «Уфой».
31 июля 2016 года дебютировал в Премьер-лиге в поединке 1-го тура сезона 2016/17 против «Урала», выйдя на замену на 77-й минуте вместо Игоря Безденежных.
Первый гол за «Уфу» забил 9 апреля 2017 года в матче 22-го тура против московского «Спартака» (1:3). 26 июля 2018 года провёл свой первый матч в еврокубках, сыграв в составе «Уфы» в игре Лиги Европы против словенского «Домжале» (0:0).
31 августа 2018 года подписал контракт с московским ЦСКА. 1 сентября дебютировал за новый клуб в чемпионате в домашнем матче с «Уралом», заменив Ильзата Ахметова. 13 апреля 2019 года в матче с «Оренбургом» (2:3) забил свой первый гол за клуб.
Перед началом сезона 2022/23 сменил игровой номер с 98-го на 10-й, который освободился после ухода из команды Алана Дзагоева. 16 июля 2022 года отличился в ворота «Урала» (2:0), забив первый гол «армейцев» в новом сезоне.
18 августа 2022 года Иван продлил контракт с ЦСКА до 2027 года.
29 апреля 2023 года в матче чемпионата России против «Ахмата» (1:3) оформил первый дубль в карьере. В том же апреле Обляков был признан лучшим игроком месяца в РПЛ (4 гола и 2 результативные передачи в четырёх матчах РПЛ из пяти).
13 апреля 2024 года в матче чемпионата России против «Локомотива» (3:3) провёл 200-й матч в РПЛ.
24 августа 2024 года в матче чемпионата России против «Акрона» (4:0) Иван впервые набрал три результативных действия в одном матче РПЛ. В этом же матче забил первый гол с пенальти в карьере.

### В сборной
Капитан молодёжной сборной России в отборочном цикле к молодёжному чемпионату Европы 2021 года. Участник чемпионата Европы среди молодёжных сборных 2021 года.
14 мая 2019 года попал в расширенный состав сборной России на матчи отборочного цикла чемпионата Европы 2020 года против Сан-Марино и Кипра. Вновь получил вызов в главную сборную страны в ноябре 2020 года. 12 ноября дебютировал за сборную, выйдя на замену вместо Далера Кузяева на 53-й минуте товарищеского матча с Молдовой (0:0).
16 октября 2023 года в матче против сборной Кении забил первый гол за сборную. 20 ноября 2023 года забил свой второй гол в ворота сборной Кубы.

## Достижения
ЦСКА (Москва)
- Обладатель Кубка России: 2022/23, 2024/25
- Обладатель Суперкубка России: 2025
- Серебряный призёр чемпионата России: 2022/23
- Бронзовый призёр чемпионата России: 2024/25

### Личные
- В списке 33 лучших футболистов чемпионата России (2): № 2 — 1 раз: 2022/2023; № 3 — 1 раз: 2023/2024
- Лучший футболист месяца чемпионата России по футболу: апрель 2023[23]

## Статистика

### Клубная
| Выступление      | Выступление      | Выступление      | Чемпионат | Чемпионат | Кубки | Кубки | Еврокубки | Еврокубки | Прочие | Прочие | Итого | Итого |
| Клуб             | Лига             | Сезон            | Игры      | Голы      | Игры  | Голы  | Игры      | Голы      | Игры   | Голы   | Игры  | Голы  |
| ---------------- | ---------------- | ---------------- | --------- | --------- | ----- | ----- | --------- | --------- | ------ | ------ | ----- | ----- |
| Уфа              | Премьер-лига     | 2016/17          | 20        | 1         | 2     | 0     | —         | —         | —      | —      | 22    | 1     |
| Уфа              | Премьер-лига     | 2017/18          | 20        | 2         | 1     | 0     | —         | —         | —      | —      | 21    | 2     |
| Уфа              | Премьер-лига     | 2018/19          | 5         | 0         | 0     | 0     | 6         | 1         | 0      | 0      | 11    | 1     |
| Уфа              | Итого            | Итого            | 45        | 3         | 3     | 0     | 6         | 1         | 0      | 0      | 54    | 4     |
| ЦСКА (Москва)    | Премьер-лига     | 2018/19          | 23        | 3         | 0     | 0     | 6         | 0         | 0      | 0      | 29    | 3     |
| ЦСКА (Москва)    | Премьер-лига     | 2019/20          | 28        | 4         | 3     | 0     | 6         | 0         | —      | —      | 37    | 4     |
| ЦСКА (Москва)    | Премьер-лига     | 2020/21          | 27        | 1         | 3     | 0     | 6         | 0         | —      | —      | 36    | 1     |
| ЦСКА (Москва)    | Премьер-лига     | 2021/22          | 29        | 1         | 3     | 0     | —         | —         | —      | —      | 32    | 1     |
| ЦСКА (Москва)    | Премьер-лига     | 2022/23          | 28        | 8         | 13    | 0     | —         | —         | —      | —      | 41    | 8     |
| ЦСКА (Москва)    | Премьер-лига     | 2023/24          | 27        | 3         | 11    | 1     | —         | —         | 0      | 0      | 38    | 4     |
| ЦСКА (Москва)    | Премьер-лига     | 2024/25          | 29        | 7         | 12    | 0     | —         | —         | —      | —      | 41    | 7     |
| ЦСКА (Москва)    | Итого            | Итого            | 191       | 27        | 45    | 1     | 18        | 0         | 0      | 0      | 254   | 28    |
| Всего за карьеру | Всего за карьеру | Всего за карьеру | 236       | 30        | 48    | 1     | 24        | 1         | 0      | 0      | 308   | 32    |

### Матчи за сборные
| Матчи и голы Ивана Облякова за сборную России | Матчи и голы Ивана Облякова за сборную России | Матчи и голы Ивана Облякова за сборную России | Матчи и голы Ивана Облякова за сборную России | Матчи и голы Ивана Облякова за сборную России | Матчи и голы Ивана Облякова за сборную России | Матчи и голы Ивана Облякова за сборную России |
| №                                             | Дата                                          | Оппонент                                      | Счёт                                          | Голы                                          | Турнир                                        |                                               |
| --------------------------------------------- | --------------------------------------------- | --------------------------------------------- | --------------------------------------------- | --------------------------------------------- | --------------------------------------------- | --------------------------------------------- |
| 1                                             | 12 ноября 2020                                | Молдова                                       | 0:0                                           | —                                             | Товарищеский матч                             |                                               |
| 2                                             | 18 ноября 2020                                | Сербия                                        | 0:5                                           | —                                             | Лига наций УЕФА 2020/2021                     |                                               |
| 3                                             | 23 марта 2023                                 | Иран                                          | 1:1                                           | —                                             | Товарищеский матч                             |                                               |
| 4                                             | 26 марта 2023                                 | Ирак                                          | 2:0                                           | —                                             | Товарищеский матч                             |                                               |
| н/о                                           | 12 сентября 2023                              | Катар                                         | 1:1                                           | —                                             | Товарищеский матч                             |                                               |
| 5                                             | 12 октября 2023                               | Камерун                                       | 1:0                                           | —                                             | Товарищеский матч                             |                                               |
| 6                                             | 16 октября 2023                               | Кения                                         | 2:2                                           | 1                                             | Товарищеский матч                             |                                               |
| 7                                             | 20 ноября 2023                                | Куба                                          | 8:0                                           | 1                                             | Товарищеский матч                             |                                               |
| 8                                             | 21 марта 2024                                 | Сербия                                        | 4:0                                           | —                                             | Товарищеский матч                             |                                               |
| 9                                             | 7 июня 2024                                   | Беларусь                                      | 4:0                                           | 1                                             | Товарищеский матч                             |                                               |
| 10                                            | 5 сентября 2024                               | Вьетнам                                       | 3:0                                           | —                                             | Товарищеский матч                             |                                               |
| 11                                            | 15 ноября 2024                                | Бруней                                        | 11:0                                          | 2                                             | Товарищеский матч                             |                                               |

Итого: 11 матчей / 5 голов; 7 побед, 3 ничьих, 1 поражение.
| Матчи и голы Ивана Облякова за молодёжную сборную России | Матчи и голы Ивана Облякова за молодёжную сборную России | Матчи и голы Ивана Облякова за молодёжную сборную России | Матчи и голы Ивана Облякова за молодёжную сборную России | Матчи и голы Ивана Облякова за молодёжную сборную России | Матчи и голы Ивана Облякова за молодёжную сборную России | Матчи и голы Ивана Облякова за молодёжную сборную России |
| №                                                        | Дата                                                     | Оппонент                                                 | Счёт                                                     | Голы                                                     | Турнир                                                   |                                                          |
| -------------------------------------------------------- | -------------------------------------------------------- | -------------------------------------------------------- | -------------------------------------------------------- | -------------------------------------------------------- | -------------------------------------------------------- | -------------------------------------------------------- |
| 1                                                        | 24 марта 2017                                            | Румыния (до 21)                                          | 5:1                                                      | —                                                        | Товарищеский матч                                        |                                                          |
| 2                                                        | 28 марта 2017                                            | Норвегия (до 21)                                         | 2:0                                                      | —                                                        | Товарищеский матч                                        |                                                          |
| 3                                                        | 27 мая 2017                                              | Узбекистан (до 23)                                       | 4:3                                                      | 2                                                        | Товарищеский матч                                        |                                                          |
| 4                                                        | 31 мая 2017                                              | Беларусь (до 21)                                         | 7:0                                                      | 1                                                        | Товарищеский матч                                        |                                                          |
| 5                                                        | 31 августа 2017                                          | Армения (до 21)                                          | 0:0                                                      | —                                                        | Отборочные матчи МЧЕ-2019                                |                                                          |
| 6                                                        | 5 сентября 2017                                          | Гибралтар (до 21)                                        | 3:0                                                      | —                                                        | Отборочные матчи МЧЕ-2019                                |                                                          |
| 7                                                        | 10 октября 2017                                          | Сербия (до 21)                                           | 2:3                                                      | —                                                        | Отборочные матчи МЧЕ-2019                                |                                                          |
| 8                                                        | 10 ноября 2017                                           | Армения (до 21)                                          | 2:1                                                      | —                                                        | Отборочные матчи МЧЕ-2019                                |                                                          |
| 9                                                        | 14 ноября 2017                                           | Италия (до 21)                                           | 2:3                                                      | —                                                        | Товарищеский матч                                        |                                                          |
| 10                                                       | 23 марта 2018                                            | Македония (до 21)                                        | 4:3                                                      | 1                                                        | Отборочные матчи МЧЕ-2019                                |                                                          |
| 11                                                       | 20 мая 2018                                              | Кипр (до 21)                                             | 3:0                                                      | 1                                                        | Товарищеский матч                                        |                                                          |
| 12                                                       | 7 сентября 2018                                          | Египет (до 23)                                           | 1:1                                                      | —                                                        | Товарищеский матч                                        |                                                          |
| 13                                                       | 11 сентября 2018                                         | Сербия (до 21)                                           | 1:2                                                      | —                                                        | Отборочные матчи МЧЕ-2019                                |                                                          |
| 14                                                       | 12 октября 2018                                          | Македония (до 21)                                        | 5:1                                                      | 1                                                        | Отборочные матчи МЧЕ-2019                                |                                                          |
| 15                                                       | 16 октября 2018                                          | Австрия (до 21)                                          | 2:3                                                      | —                                                        | Отборочные матчи МЧЕ-2019                                |                                                          |
| 16                                                       | 22 марта 2019                                            | Швеция (до 21)                                           | 2:0                                                      | —                                                        | Товарищеский матч                                        |                                                          |
| 17                                                       | 25 марта 2019                                            | Норвегия (до 21)                                         | 5:1                                                      | —                                                        | Товарищеский матч                                        |                                                          |
| 18                                                       | 6 сентября 2019                                          | Сербия (до 21)                                           | 1:0                                                      | —                                                        | Отборочные матчи МЧЕ-2021                                |                                                          |
| 19                                                       | 10 сентября 2019                                         | Болгария (до 21)                                         | 0:0                                                      | —                                                        | Отборочные матчи МЧЕ-2021                                |                                                          |
| 20                                                       | 11 октября 2019                                          | Польша (до 21)                                           | 2:2                                                      | —                                                        | Отборочные матчи МЧЕ-2021                                |                                                          |
| 21                                                       | 15 октября 2019                                          | Эстония (до 21)                                          | 5:0                                                      | —                                                        | Отборочные матчи МЧЕ-2021                                |                                                          |
| 22                                                       | 15 ноября 2019                                           | Латвия (до 21)                                           | 2:0                                                      | —                                                        | Отборочные матчи МЧЕ-2021                                |                                                          |
| 23                                                       | 18 ноября 2019                                           | Сербия (до 21)                                           | 2:0                                                      | —                                                        | Отборочные матчи МЧЕ-2021                                |                                                          |
| 24                                                       | 4 сентября 2020                                          | Болгария (до 21)                                         | 2:0                                                      | —                                                        | Отборочные матчи МЧЕ-2021                                |                                                          |
| 25                                                       | 8 сентября 2020                                          | Польша (до 21)                                           | 0:1                                                      | —                                                        | Отборочные матчи МЧЕ-2021                                |                                                          |
| 26                                                       | 9 октября 2020                                           | Эстония (до 21)                                          | 4:0                                                      | —                                                        | Отборочные матчи МЧЕ-2021                                |                                                          |
| 27                                                       | 13 октября 2020                                          | Латвия (до 21)                                           | 4:1                                                      | —                                                        | Отборочные матчи МЧЕ-2021                                |                                                          |
| 28                                                       | 25 марта 2021                                            | Исландия (до 21)                                         | 4:1                                                      | —                                                        | МЧЕ-2021                                                 |                                                          |
| 29                                                       | 28 марта 2021                                            | Франция (до 21)                                          | 0:2                                                      | —                                                        | МЧЕ-2021                                                 |                                                          |
| 30                                                       | 31 марта 2021                                            | Дания (до 21)                                            | 0:3                                                      | —                                                        | МЧЕ-2021                                                 |                                                          |

Итого: 30 матчей / 6 голов; 19 побед, 4 ничьи, 7 поражений.